# Astragalus crassicarpus
Astragalus crassicarpus, im englischen als ground-plum oder buffalo-plum („Erdpflaume“ bzw. „Büffelpflaume“) bezeichnet, ist eine Tragant-Art aus der Familie der Hülsenfrüchtler (Fabaceae). Dieser Schmetterlingsblütler ist eine typische Pflanze der Grasländereien der Great Plains, gemeinsam mit vielen nahe verwandten Arten der Prärie. 

## Merkmale
Die unscheinbare krautige Pflanze ist ausdauernd, meist nur knöchelhoch, kriechend. Wie bei anderen Tragant-Arten sind die Laubblätter aus zahlreichen kleinen, grünen Fiederblättchen zusammengesetzt und unpaarig gefiedert, die Anzahl der Blättchen beträgt meist ca. 8–13 Fiederpaare sowie ein unpaariges Endblättchen. 
Der Blütenstand besteht aus kleinen, doldenähnlichen oder locker traubigen Büscheln purpurweißlicher Schmetterlingsblüten, die wie bei den Wicken eher schmal sind. 
Die Früchte entwickeln sich auf dem Boden, zwischen den Stängeln liegend. Sie bestehen aus pflaumenartigen, saftigen Kugeln. Ältere Früchte nehmen einen holzig-braunen bis purpurfarbenen Farbton an, vor allem auf der sonnenzugewandten Seite. Die Oberfläche ist glatt und glänzend. Sie sind innen in zwei Kammern unterteilt, die zahlreiche Samen enthalten.

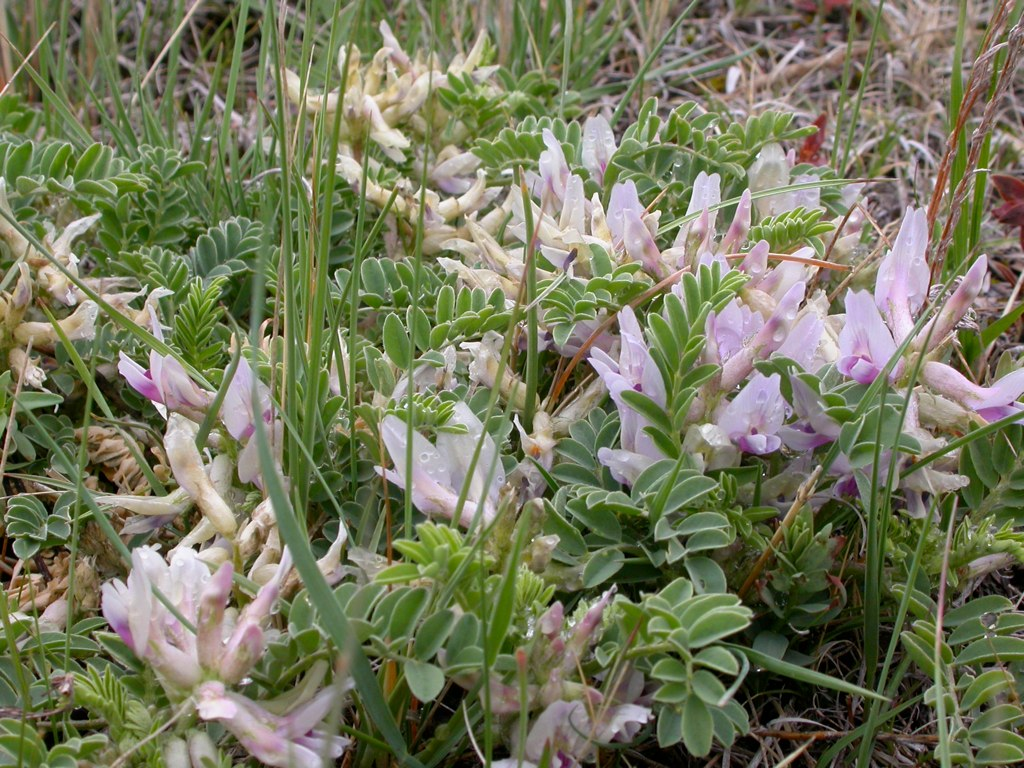
Blüten und Blätter im Detail
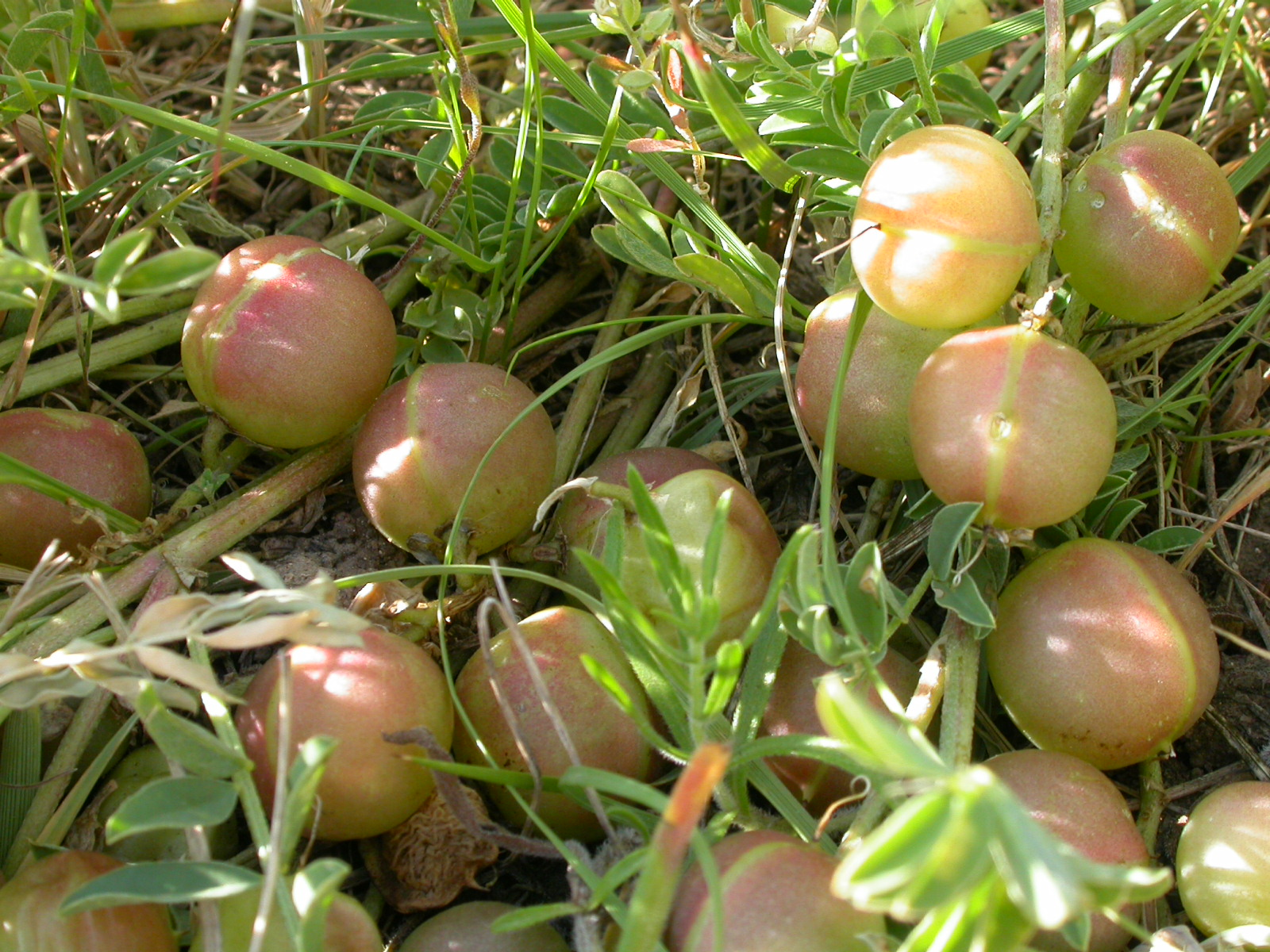
Früchte

Die Blütezeit reicht von Mai bis Juni.
Die Chromosomenzahl beträgt 2n = 22.

## Vorkommen
Das Verbreitungsgebiet erstreckt sich vom südlichen Kanada (Alberta, Saskatchewan, Manitoba) bis hinunter nach Mexiko, erfasst weite Teile des zentralen Prärie-Landes, einschließlich der Missouri-Region, und reicht dabei von Texas bis Montana. Bei ständiger Übergrasung geht der Bestand zurück.
Astragalus crassicarpus kommt im trockenen Grasland der Great Plains vor, da sie als Hülsenfrüchtler über eine Symbiose mit Knöllchenbakterien Stickstoff binden kann. Diese Pflanzen sind daher ein wichtiger natürlicher Dünger und Bodenverbesserer in jenen kargen Gebieten. Deshalb kann die Pflanze noch in halbwüstenartigen Gegenden gedeihen. Sie meidet jedoch Lehmböden.

## Taxonomie
Astragalus crassicarpus wurde 1813 von Thomas Nuttall in J.Fraser: Catalogue of New and Interesting Plants Collected in Upper Louisiana and Principally on the River Missouri, North America Nummer 6 (ohne Seitenzehl) erstbeschrieben. 

## Nutzung
Noch junge, grüne Früchte sind süßlich und sollen im Geschmack an rohe Grüne Bohnen erinnern. Diese Pflanze hat allerdings zahlreiche, giftige Verwandte, zu denen auch das sogenannte „Locoweed“ (= Englisch-Spanisch: wörtl.: „Verrücktheits-Kraut“) gehört, so dass vom Verzehr abgeraten wird. (Dies gilt für all jene potentiell als „essbar“ oder als Tee genießbar eingestuften amerikanischen Tragant-Arten, da giftige oder selen-speichernde nahverwandte „Doppelgänger“ häufig sind. Selbst bei prinzipiell ungiftigen Arten wie der besonders auffälligen und fleischigen Büffelpflaume besteht durch die Aufnahme von Schadstoffen aus dem Boden eine latente Vergiftungsgefahr.)
Die Lakota-Indianer (= Western Sioux) verwenden die Pflanze traditionell als „horse medicine“, vermutlich als Stimulans zum Appetitanregen, da die krautigen Teile von Pflanzenfressern gern abgegrast werden.